# Геренвен
Геренве́н (нід. Heerenveen [ˌɦeː.rə(n).ˈveːn] д·і, фриз. It Hearrenfeanⓘ, нід. ниж.-сакс. Et Vene) — місто на півночі Нідерландів у провінції Фрисландія, адміністративний центр однойменного муніципалітету.

## Географія
Геренвен знаходиться на півдні провінції Фрисландія, за 28 км від Леувардена, 51 км від Гронінгена, 96 км від Амстердама, та у 147 км від Гааги.

## Клімат
У Геренвені морський клімат. Середньорічна температура становить 8,8 °C. Температура серпня, найтеплішого місяця року, у середньому складає 16,2 °C. Січень є найпрохолоднішим місяцем, з середньою температурою  - 1.7 °C.
У місті випадає значна кількість опадів, близько 786 мм опадів на рік. Найменше опадів у лютому (46 мм). Найбільше опадів випадає в листопаді, у середньому 80 мм.

## Історія
Геренвен заснований у 1551 році.

## Населення
Станом на 2017 рік у Геренвені мешкало 30 467 осіб.
Населення за роками

## Економіка
У Геренвені знаходиться штаб-квартира компанії «Accell Group», що володіє рядом європейських виробників велосипедів.

## Культура
У місті знаходиться відомий Музей Бельведер, присвячений сучасному образотворчому мистецтву.
Музей був урочисто відкритий  24 листопада 2004 року. На церемонії була присутня королева Нідерландів Беатрікс. Того ж року був знятий документальний фільм «Мрія Тома Меркуура», який розповідає історію створення музею.
Також у місті діє культурно-історичний і краєзнавчий Музей Геренвена, колишня назва якого — «Музей Віллема ван Гарена». Музей створено у 1942 році.

## Спорт

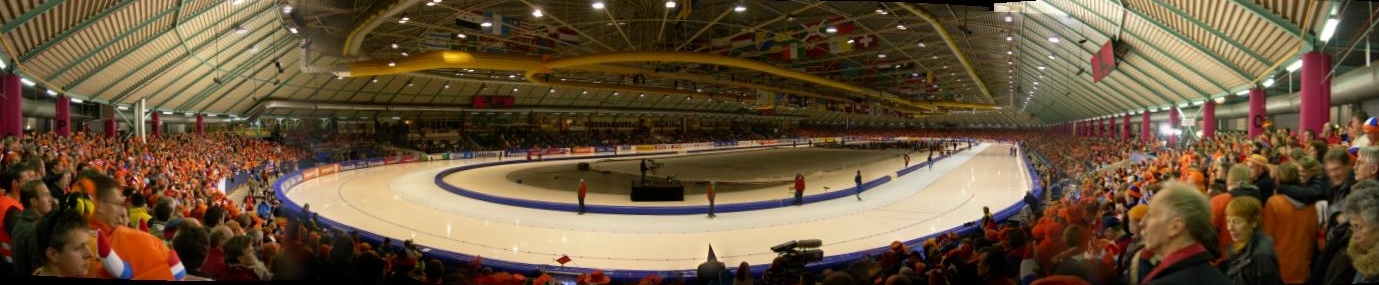
Льодовий палац спорту «Тіалф»

Місто відоме своїм професійним футбольним клубом «Геренвен», який виступає у «Ередивізі», найвищій футбольній лізі Нідерландів. Домашня арена «Абе Ленстра» вміщує 27 224 глядача.
У Геренвені знаходиться другий, після берлінського, у Європі критий палац спорту «Тіалф» з 400-метровою доріжкою. На ковзанці регулярно проводяться міжнародні змагання з ковзанярського спорту.
Хокейний клуб «Фрисланд Флаєрс» виступає у Нідерландській хокейній «Ередивізі». Домашнім майданчиком для клубу є Льдовий палац спрту «Фіалф» на 3500 глядачів.
У житловому районі Грейден діє спортивний комплекс, для заняття футболом та легкою атлетикою.

## Люди, пов'язані з Геренвеном
Уродженці
- Якоб де Гаан — нідерландський композитор.
- Вім Даусенберґ — нідерландський політик, член партії Партії праці. Перший президент (1998–2003) Європейського центрального банку (ЄЦБ).
- Свен Крамер — нідерландський ковзаняр, олімпійський чемпіон.

Персоналії
- Карін Клейбекер — нідерландська ковзанярка. Бронзова призерка зимових Олімпійських ігор 2014 року на дистанції 5000 м.

## Міста-побратими
- Базельґа-ді-Піне (Італія)
- Рішон-ле-Ціон (Ізраїль)

## Панорама

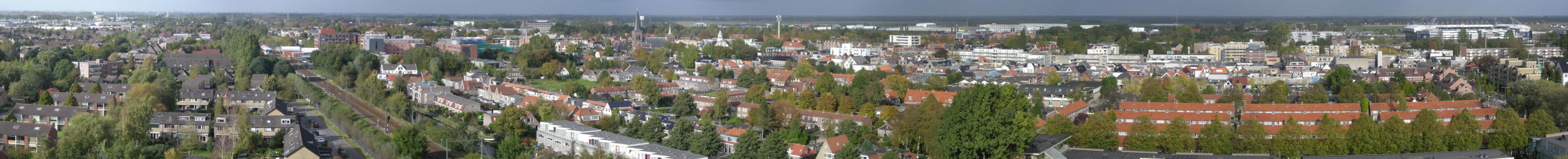